# Witeń
Witeń (ukr. Витень) – wieś na Ukrainie w rejonie kowelskim, obwodu wołyńskiego, położona tuż przy granicy z Biłorusią. W II Rzeczypospolitej miejscowość wchodziła w skład gminy wiejskiej Górniki w powiecie kowelskim województwa wołyńskiego. Po II wojnie światowej w skład wsi weszły pobliskie chutory Proid i Świdowo.
Do 2020 w rejonie ratnieńskim.